# Nagykamarás
Nagykamarás è un comune dell'Ungheria di 1 701 abitanti (dati 2001) . È situato nella contea di Békés.